# Naravno število
Narávno števílo je katerokoli število iz neskončne množice pozitivnih celih števil {1, 2, 3, 4, 5, 6, 7, 8, 9, 10, ...}. Naravno število služi za mero končnih množic. Z naravnimi števili se šteje ali pa razvršča. Označuje se jih z N ali z {\displaystyle \mathbb {N} }. 
Na nekaterih področjih matematike (teorija množic, matematična logika in računalništvo) se včasih privzame, da je tudi 0 naravno število. Takšna množica se imenuje »množica naravnih števil z nič« in se jo označi z {\displaystyle \mathbb {N} _{0}}. Kadar je množica naravnih števil definirana na ta način, označujejo množico naravnih števil brez 0 tudi {\displaystyle \mathbb {N} ^{*}\,} ali {\displaystyle \mathbb {N} ^{+}\,}.

## Formalna definicija
Čeprav tudi majhen otrok razume kaj se misli z naravnimi števili, njihova določitev ni enostavna. Peanovi aksiomi opišejo množico naravnih števil, ki se jo običajno označi z N ali z {\displaystyle \mathbb {N} \,}. 
- Obstaja naravno število 0.
- Vsakemu naravnemu številu n sledi naravno število n + 1 (ali kot se tudi označi naslednik števila n je n' ).
- Ne obstaja naravno število, kateremu sledi število 0 (ni naravnega števila −1').
- Različnima naravnima številoma sledita različni naravni števili: če je n1 ≠ n2, potem n1 + 1 ≠ n2 + 1 (ali n' 1 ≠ n' 2).
- Če neka značilnost P velja za število 0 in če iz P(n) sledi P(n+1) za vsak n, potem velja značilnost P za vsa naravna števila.

Zadnji aksiom zagotavlja veljavnost matematične indukcije pri dokazovanju.
S standardno konstrukcijo v teoriji množic preko Zermelo-Fraenkelovih aksiomov se določi vsako naravno število kot množico naravnih števil, manjšo od števila, tako, da so prva naravna ševila:
0 ≡ Ø = {} (prazna množica),
1 ≡ 0' = {0} = {Ø },
2 ≡ 1' = {0,1} = {0, {0}}, = {Ø, {Ø }},
3 ≡ 2' = {0,1,2} = = {0, {0}, {0, {0}} } = {Ø, {Ø, {Ø, {Ø }}}}
Množica 0 nima elementov, množica 1 ima en element, množica 2 dva, itd. Množica n je množica, ki ima n elementov 0,1,2,...,n−1 in hkrati je n podmnožica N in element N.

## Značilnosti
Seštevanje naravnih števil se določi induktivno z zahtevama:
n1 + 0 ≡ n1 za vsak n1 {\displaystyle \in } N,
n1 + (n2 + 1) ≡ (n1 + n2) + 1 za vsak n1,n2 {\displaystyle \in } N.
Tako je množica naravnih števil (N, +) komutativni monoid z nevtralnim elementom 0 ali prosti monoid z enim generatorjem. Ta monoid se lahko vloži v grupo. Najmanjša grupa, ki vsebuje naravna števila je množica celih števil.
Podobno je množenje · določeno z zahtevama:
n1 · 0 ≡ 0 za vsak n1 {\displaystyle \in } N,
n1 · (n2 + 1) = (n1 · n2) + n1.
S tem je (N, ·) komutativni monoid z nevtralnim elementom 1. Seštevanje in množenje sta združljivi dvočleni aritmetični operaciji, izraženi z distributivnostjo:
n1 · (n2 + n3) = n1 · n2 + n1 · n3.
Množica naravnih števil je popolno urejena tako, da velja n1 ≤ n2, samo tedaj kadar obstaja naravno število n3, za katero velja n1 + n3 = n2. Urejenost je združljiva z aritmetičnimi operacijami. Če so n1, n2 in n3 naravna števila in n1 ≤ n2, potem velja:
n1 + n3 ≤ n2 + n3 in
n1 · n3 ≤ n2 · n3.
Pomembna značilnost naravnih števil je, da so dobro urejena. Vsaka množica naravnih števil ima najmanjši element.
Deljenje v splošnem v množici naravnih števil ni mogoče. To operacijo zamenja deljenje z ostankom: za poljubni dve naravni števili n1 in n2, kjer n2 ≠ 0, obstajata takšni naravni števili k in l2, da velja:
n1 = n2 · k + l     in     l < n2.
Število k se imenuje količnik (kvocient) in l ostanek ali delitev števila n1 z n2. Števili k in l sta enolično določeni s številoma n1 in n2.
Globlje značilnosti naravnih števil, kot je porazdelitev praštevil raziskuje teorija števil.

## Posplošitve
Naravna števila se lahko uporabi za dva namena. Za opis lege elementa v urejenem zaporedju, kar je posplošeno s pojmom ordinalnega števila. In za določitev velikosti končne množice, kar je posplošeno s pojmom kardinalnega števila. V končnem pojma sovpadata: končna ordinalna števila so enaka N kot tudi končna kardinalna števila. V neskončnem pa se pojma razlikujeta.

## Neskončni verižni ulomek
Konstanta neskončnega verižnega ulomka naravnih števil je:
{\displaystyle u_{n}=[0;1,2,3,4,5,6,7,8,9,10,11,12,\ldots ]=0,697774657964\ldots \!\,,} (OEIS A052119).
Vrednost tega verižnega ulomka je enaka razmerju neskončnih vrst:
{\displaystyle u_{n}={\frac {\displaystyle \sum _{n=0}^{\infty }{\frac {n}{(n!)^{2}}}}{\displaystyle \sum _{n=0}^{\infty }{\frac {1}{(n!)^{2}}}}}={\frac {I_{1}(2)}{I_{0}(2)}}={\frac {1,590636854637\ldots }{2,279585302336\ldots }}\!\,,}
kjer sta {\displaystyle I_{1}(2)\,}  in {\displaystyle I_{0}(2)\,} modificirani Besselovi funkciji prve vrste reda 1 in 0 (OEIS A096789 in A070910).